# پیریک والدیویا
پیریک والدیویا (انگلیسی: Pierrick Valdivia؛ زادهٔ ۱۸ آوریل ۱۹۸۸) بازیکن فوتبال اهل فرانسه است که در پست هافبک بازی می‌کند.
از باشگاه‌هایی که در آن بازی کرده‌است می‌توان به باشگاه فوتبال لانس، باشگاه فوتبال المپیک لیون، باشگاه فوتبال سدان و باشگاه فوتبال گنگام اشاره کرد.